# Maison Lauth
La maison Lauth est un monument historique situé à Strasbourg, dans le département français du Bas-Rhin.

## Localisation
Ce bâtiment est situé aux 1-3, rue de la Douane à Strasbourg.

## Historique
L'édifice fait l'objet d'un classement au titre des monuments historiques depuis 1928.